# Elijah Yator
Elijah Yator (20 oktober 1982) is een Keniaanse langeafstandsloper, die gespecialiseerd is in de marathon.
Zijn beste prestatie boekte hij in 2004 met het winnen van de Kust Marathon in 2:12.52. Een jaar eerder won hij de marathon van La Rochelle en in 2007 boekte hij een overwinning bij de marathon van Annecy.

## Persoonlijke records
| Onderdeel      | Prestatie | Datum            | Plaats      |
| -------------- | --------- | ---------------- | ----------- |
| 20 km          | 59.01     | 20 januari 2002  | Almeirim    |
| halve marathon | 1:02.38   | 11 november 2001 | Nazaré      |
| marathon       | 2:11.34   | 30 november 2003 | La Rochelle |

## Palmares

### Marathon
- 2003:  marathon van La Rochelle - 2:11.34
- 2004: 13e marathon van Los Angeles - 2:27.20
- 2004: 10e marathon van Athene - 2:20.50
- 2004:  Kust Marathon - 2:12.52
- 2005:  marathon van Mont St. Michel - 2:25.19
- 2006: 6e marathon van Wenen - 2:14.01
- 2007:  marathon van Annecy - 2:16.17
- 2007: 12e marathon van Reims - 2:19.49